# Lewotolo
Lewotolo je aktivní sopka ve východní části indonéského ostrova Lembata. Nachází se na poloostrově spojeném s pevninou pouze úzkým pruhem souše, pevninskou šíjí. Vrchol hory zakončuje rozsáhlý kráter, na jehož jihovýchodním okraji se rozkládá menší sypaný kužel - nejvyšší bod sopky vysoké 1 423 m.

## Vulkanismus
Pro Lewotolo jsou charakteristické explozivní a středně silné erupce (většinou o síle VEI 2). První zaznamenané se udály v letech 1660, 1819–1849 a 1852. V posledním zmíněném roce došlo k poškození okolní oblasti a vzniku nového kráteru na východní až jihovýchodní straně hory. Další erupce se odehrály v rocích 1864, 1889, 1920. Silnější aktivita, doprovázená produkcí lávy, sopečného mračna a jedovatých plynů proběhla v letech 1939 až 1951. V lednu 2012 se objevila menší sopečná činnost, kterou doprovázela série zemětřesení.
26. listopadu 2020, tedy po osmi letech nečinnosti, začal z kráteru stoupat menší oblak popela. O tři dny později došlo v dopoledních hodinách k silné erupci, oblak popela dosáhl 15 km a na blízké okolí se snesl spad sopečné strusky (lapilli). Tato eruptivní fáze probíhá i v současnosti (březen 2023).

## Horolezectví
Vulkán je velice oblíbený mezi horolezci. Výstup začíná na severním úbočí ve vesnicích Atowatung nebo Baupukang. Cesta není chráněná proti popínavé vegetaci a svahy jsou mnohdy pod úhlem 30 až 40 stupňů. Čas potřebný k dosažení vrcholu se pohybuje okolo 5 hodin.